# Molí del Batà
El Molí del Batà o de Pelaires és un Bé Immoble de Rellevància Local de Paterna (l'Horta Oest). De propietat privada, durant la dècada de 2010 va patir diversos incendis i a partir de maig de 2015 la seua estructura va patir tals desperfectes que l'edifici va considerar-se que es trobava a prop del col·lapse.
Està situat sobre el caixer principal de la séquia de Montcada, junt a la parada de metro de Campament.